# Bred trollslända
Bred trollslända (Libellula depressa) är en art i insektsordningen trollsländor som tillhör familjen segeltrollsländor. 
För beståndet är inga hot kända. Hela populationen anses vara stabil. IUCN listar arten som livskraftig (LC).

## Kännetecken
Denna art känns igen på sin ovanligt breda och platta bakkropp, vilken har gett den dess trivialnamn. Till skillnad från hos den breda kärrtrollsländan är bakkroppen hos denna art dessutom mer jämnbred i hela sin längd. Honan har gulbrun grundfärg och gulbrun bakkropp. Unga hanar liknar honan, men från och med könsmognaden blir bakkroppen allt mer blåpudrad, med gula sidofläckar. Vingar är genomskinliga med mörka gulådriga basfläckar och mörkt vingmärke. Vingbredden är mellan 70 och 80 millimeter och bakkroppens längd är 21 till 28 millimeter. 

## Utbredning
Den breda trollsländan är vitt spridd i Europa, utom i de nordligaste delarna, från Brittiska öarna till Kaspiska havet. I Sverige förekommer den i de sydvästra delarna av landet, från Skåne till Uppland. 
Arten når även fram till Centralasien.

## Levnadssätt
Den breda trollsländan återfinns i en mängd olika habitat, allt från små dammar till större sjöar och kanaler. Det är vanligt att parningen sker i luften och efter den lägger honan äggen ensam, fritt i vattnet på en plats med lämplig vattenvegetation. Utvecklingstiden från ägg till imago är ett till två år och flygtiden juni till juli, längre söderut i utbredningsområdet från maj till augusti.

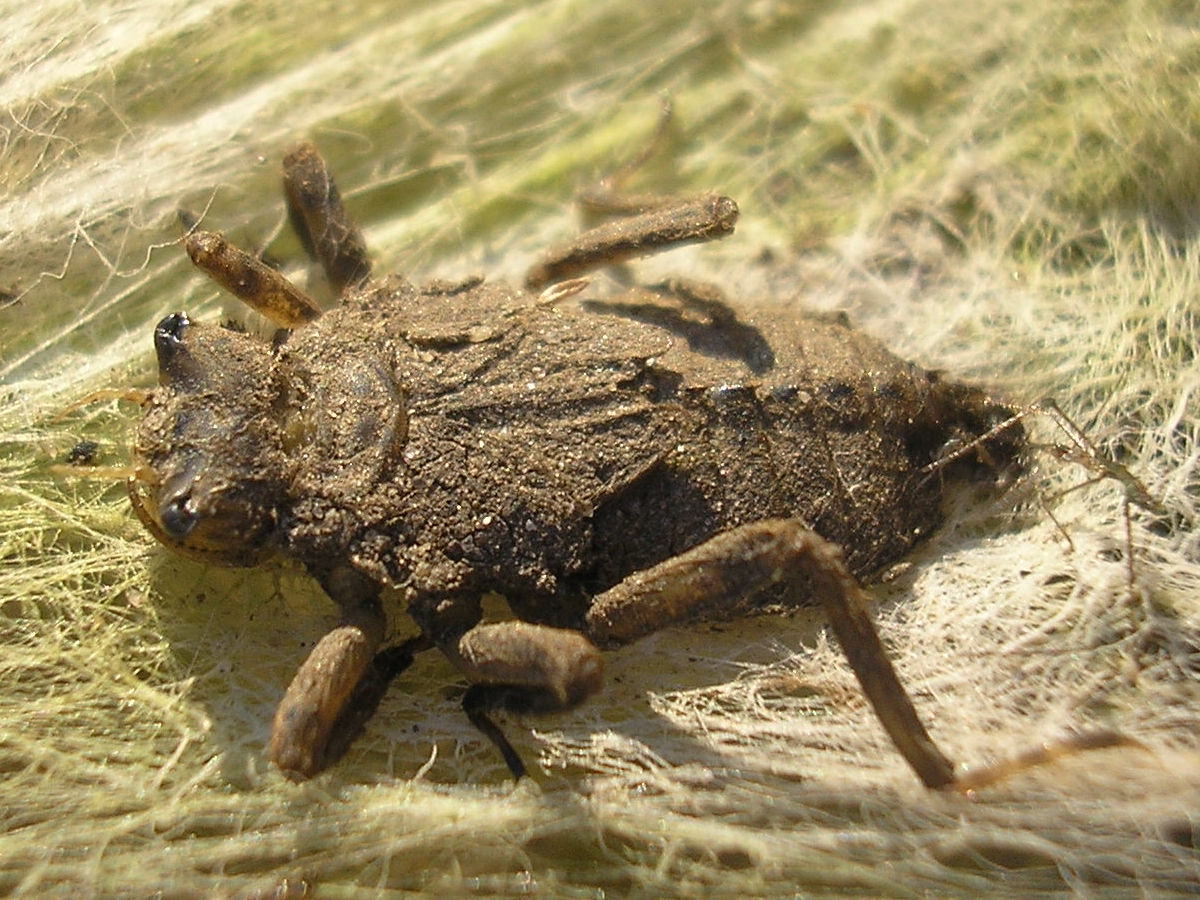
Nymf av bred trollslända.
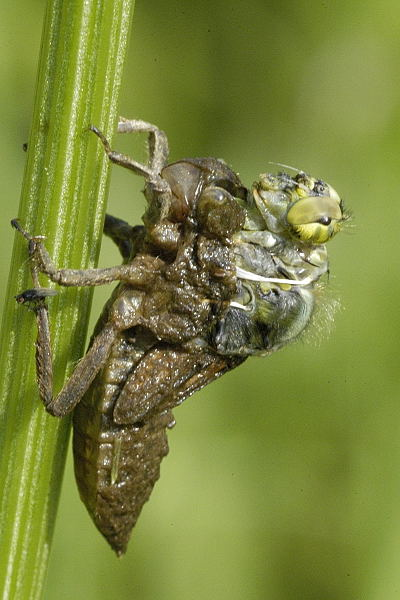
Bred trollslända på väg att krypa ur larvhuden.
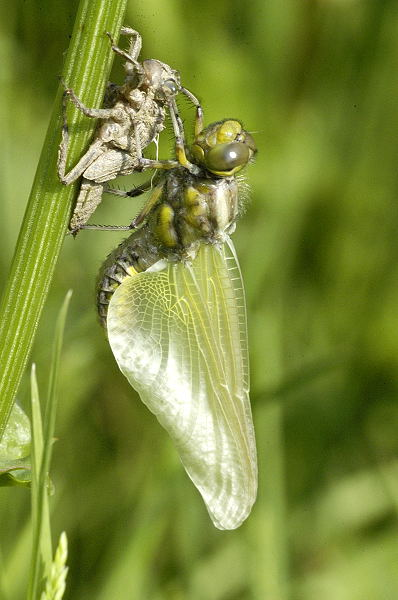
Här har den fullbildade sländan kommit fram.